# Barbara Dietrich
Barbara Dietrich (auch Barbara Dietrichin) (* 9. April 1680 in Ingolstadt; † 20. September 1704 ebd.) war das letzte Opfer der Hexenverfolgung in Ingolstadt.

## Hexenprozess
Barbara Dietrich war das jüngste Kind des Tagwerkers Konrad Dietrich und seiner Ehefrau Maria. Sie hatte fünf ältere Geschwister, vier Brüder und eine Schwester.
Im Sommer 1704 wurde die ledige Barbara Dietrich im Alter von 24 Jahren in Ingolstadt verhaftet. In der Versammlung der Ratsherren am 15. September 1704 wurde ihr wegen Kindesmord und Teufelspakt ("in causa infanticidii et congressus diabolici") der Prozess gemacht. Der Stadtoberrichter Johann Wilhelm Maier stellte den Antrag auf Anwendung der glühenden Zange am Arm der Verurteilten zuerst in der Stadt und später auf der Richtstätte vor der Enthauptung und Verbrennung. Der Rat stimmte der Hinrichtung zu, jedoch ohne die glühende Zangen. Bereits am nächsten Tag wurde die Angeklagte aus dem Gefängnis auf die Anklagebank im Rathaus vor den Rat gebracht. Dort verlas der Stadtunterrichter Johann Baptist Diepold alle Punkte ihres Geständnisses. Nachdem sie alle Anklagepunkte bestätigt hatte, wurde sie in den Turm zurückgebracht und das Todesurteil gegen sie offiziell ausgesprochen. Der Stadtpfarrprediger der Oberen Pfarr, ein Priester aus dem Jesuitenorden, wurde beauftragt, ihr während ihrer letzten Tage geistlichen Beistand zu leisten.
Die Verurteilte hatte darum gebeten, dass das Urteil an einem Samstag vollstreckt werde. Diesem Wunsch wurde stattgegeben mit der Begründung, dass sie ihre Missetaten meistens an einem Samstag begangen habe. So wurde am Samstag, den 20. September 1704 der so genannte „Malefiztag“ abgehalten. Unter der Leitung des Amtsbürgermeisters und kurfürstlichen Rats Franz Ignaz Crollolanza versammelten sich die Mitglieder des Inneren und Äußeren Rats in Mantel und Degen im Rathaus. Alle Anwesenden beginnend mit Amtsbürgermeister Crollolanza und Bürgermeister Johann Siebenhärl mussten das Urteil beschwören, welches durch den Stadtoberrichter nochmals bestätigt wurde. Im Beisein der Delinquentin brach dieser an seinem rot gedeckten Tisch den Stab über sie und ließ die Sterbe- oder Malefizglocke bis zur öffentlichen Urteilsverkündung läuten. Anschließend wurde der Scharfrichter Ignaz Pflügler gerufen und ihm befohlen, die Verurteilte mit dem Schwert hinzurichten und dann zu verbrennen. Nachdem der Scharfrichter hierzu um sicheres Geleit gebeten hatte, wurde der Stadtamtmann beauftragt, dieses zu gewährleisten. So brachte man Barbara Dietrich durch die Stadt zu der im Süden gelegenen Richtstätte, wo sie öffentlich hingerichtet wurde. Sie war die letzte Frau, die in Ingolstadt wegen Hexerei hingerichtet wurde.